# ミュージャック
『ミュージャック』 (mu-Jack) は、2007年1月23日から2018年12月22日まで関西テレビで放送されていた音楽番組である。
かつては、フジテレビ系列局の東海テレビとテレビ静岡でも、数日遅れ（後に不定期）で放送されていた。2007年4月14日から2010年3月27日までは、BSフジでも8〜9日遅れで放送された。

## 出演
以下に記す放送日は、いずれもKTV（関西ローカル）での放送日。
最終回時点での出演者
MC
- 中島ヒロト（第1回放送から出演、放送上のMC表記は中島ヒロト（FM802 DJ））

FM802『THE NAKAJIMA HIROTO SHOW 802 RADIO MASTERS』（毎週月 - 木曜日15:00 - 19:00に生放送）のDJ。現在は、同番組のない週末に上京したうえで、レギュラー放送の収録に臨む。ただし、2013年10月から2015年3月までは、毎週土曜日の午後にJ-WAVEの生放送番組『SATURDAY SONIC』でナビゲーターを担当していた。
番組の初期には、当時放送されていたKTV制作・フジテレビ系列の連続ドラマ『ブスの瞳に恋してる』にDJ役で出演。その役名（ジューシー中島）を、当番組のMC名にも使っていた。
2014年6月6日・13日放送分では、当番組へたびたびゲストで登場しているaikoが「aikoの部屋」という特別企画で初めてMCを務めたため、MCではなくアシスタントを担当。この企画は、同年5月24日にaikoがゲストで出演した『SATURDAY SONIC』とのコラボレーションによるもので、同番組の生放送中に収録した映像も放送された。
- 高橋みなみ（4代目女性MC、2010年7月8日 2018年12月22日）

AKB48で活動していた時期に、当番組で初めて、テレビ番組のMCに起用。起用前にも、AKB48のメンバーとして、レギュラー放送や番組主催のライブイベント『Livejack Special II Stories -Drama×Songs』（以下『Livejack Special II』と略記、後述）にゲストで出演していた。2011年8月には、当番組のプロデュース企画で、中島とともにアメリカ人J-POPアーティスト・JAMILの楽曲「The Rock City Boy」のPVに登場。2012年2月に開催された『Livejack vol.6』（後述）では、当番組のイベントで初めてMCを担当した。ただし、前述の「aikoの部屋」には登場していない（放送期間中には別の企画でVTR出演）。
2017年3月から当番組内の1コーナーとして放送している「ぶっぷな毎日」（槇原敬之が飼っている犬や猫がモチーフのショートアニメ）にも、4月4日放送分から声優として出演。フレンチブルドッグ「ジュニア」の声を当てている。
ナレーター
- 幸野善之

リポーター兼ナレーター
- 大西ライオン

不定期でスタジオやロケに登場するほか、過去には『Livejack vol.6』へ出演した。2014年4月以降は、後述の「Raod to Mujack Live」で「天の声」（ナレーター）を担当。
過去の出演者
- 植村花菜（初代女性MC、2007年1月23日 - 2008年4月11日）

番組の初期には、カナ名義で出演。2010年3月12日放送分の「FLASH JACK」（後述）では、中島からのインタビューを受ける形で、VTRゲストとして久々に中島と共演した。
- 秋元才加（2代目女性MC、2008年4月18日 - 2009年4月3日）

出演期間中はAKB48のメンバーで、『Livejack vol.3』（後述）にもアシスタントとして出演。MCを卒業してからは、AKB48のメンバーとして当番組や『Livejack Special II』にゲストで登場したほか、AKB48からの卒業後に『Livejack Special Ⅲ』へのインタビューに応じた（後述）。
- 杉本有美（3代目女性MC、2009年4月10日 - 2010年7月1日）

当番組で初めて、テレビ番組のレギュラーMCを務めた。 また、番組主催のライブイベント『Livejack vol.4』『Livejack Special II』でもアシスタントMCを担当。『Livejack Special II』では、女優として、ライブとのコラボレーション企画であるエピソードドラマにも登場した（いずれも後述）。
当番組の企画「杉本有美CDデビュープロジェクト」（後述）がきっかけで、2010年2月17日にポニーキャニオンから「ハルコイ」をリリース。ソロ歌手としてのデビューを果たした。しかし、同年7月1日放送の総集編『2010年度上半期 美味しいとこ全部見せますスペシャル』を最後に、当番組のMCを卒業した。
2014年からは、［Champagne］→［Alexandros］を「アーティストJACK」のゲストに迎える場合に、「杉本の大ファン」というドラマー・庄村聡泰に対するサプライズ企画の「仕掛け人」としてロケVTRに登場することがある。
以上3名は、2011年1月21日にKTVで放送の200回記念スペシャルにも、VTRコメントで登場した。
- 和希沙也（リポーター、- 2007年9月）
- ダイノジ（リポーター）
  - メンバーの大地洋輔は、レギュラー降板後の2016年に放送された「ホメ殺し RAP BATTLE」にも出演。

以下の人物は、「ホメ殺し RAP BATTLE」にのみ出演。
- Kダブシャイン（オーガナイザー）
- DJ OASIS（DJ）

## 来歴
- 2007年1月23日 - 関西ローカルの番組として、関西テレビ（KTV）で火曜日の深夜1:30 - 2:00に放送を開始。初代MCは中島ヒロト・植村花菜のコンビで、それぞれジューシー中島・カナと名乗っていた（前述）。
- 2007年4月5日 - 放送時間を、木曜日の深夜1:05 - 1:35に変更。
- 2007年4月10日 - 東海テレビで第1回分からの放送開始。放送時間は火曜日深夜0:45 - 1:15。
- 2007年4月14日 - BSフジで第11回分からの放送開始。放送時間は土曜日の13:30 - 14:00。本放送から9日遅れ。
- 2007年8月9日 - 放送上のMC表記を、ジューシー中島・カナから、中島ヒロト（FM RADIO DJ）・植村花菜（MUSICIAN）に変更。
- 2007年10月4日 - リニューアルでMCのコスチュームとバックのCG変更。コーナーも整理。
- 2007年10月6日 - 中島ヒロトプロデュースで「Livejack vol.1」開催。
- 2008年3月22日 - 「Livejack vol.2」開催。
- 2008年4月11日 - KTVでの放送時間を、金曜日深夜1:59 - 2:29に変更。
- 2008年4月18日 - 女性MCが、植村花菜から秋元才加（AKB48）へ交代。番組もリニューアル。
- 2008年11月16日 - KTV開局50周年記念イベントの一環で、「Livejack Special Stories -Drama×Songs-」を大阪城ホールで開催。
- 2009年2月7日 - 「Livejack vol.3」開催。
- 2009年3月27日 - 90分版よりハイビジョン制作が開始。
- 2009年4月10日 - 女性MCが、秋元才加から杉本有美に交代。番組もリニューアル。
- 2009年9月13日 - 「Livejack vol.4」開催。
- 2010年2月6・7日 - 「Livejack」初の2日間公演として、「Livejack Special II Stories -Drama×Songs-」を大阪城ホールで開催。
- 2010年3月27日 - BSフジでの放送が終了[注 4]。
- 2010年4月1日 - KTVのみ、レギュラーの放送時間を、木曜日深夜1:29 - 1:59に変更[注 5]。
- 2010年6月5日 -「Livejack」の新機軸イベントとして、「Jumpin’jack 2010」をなんばHatchで開催。
- 2010年7月8日 - 当日の放送分から、女性MCが杉本有美から高橋みなみに交代。AKB48メンバーからの起用は、2代目MCの秋元に続いて2人目になる。
- 2010年10月1日 - KTVでのレギュラー放送枠を、半年振りに金曜日深夜1:59 - 2:29へ移動[注 6]。
- 2011年1月21日 - KTVでの通算放送回数が200回に到達するとともに、『歴代アシスタント総集編』などを放送。
- 2011年3月6日 - 「Livejack vol.5」を開催。
- 2011年7月1日 - 当日の放送分から、番組のタイトルロゴを変更するとともに、放送内容の一部をリニューアル。
- 2011年9月1日 - 大阪・南堀江knaveで「YOUNG JACK 2011」を開催。
- 2011年9月2日 - なんばHatchで「Jumpin’jack 2011」を開催。
- 2012年1月26日 - 南堀江knaveで「YOUNG JACK vol.2」を開催。
- 2012年2月22日 - なんばHatchで「Livejack vol.6」を開催。
- 2012年3月15日 - 南堀江knaveで「YOUNG JACK vol.2」を開催。
- 2012年9月7日 - なんばHatchで「Jumpin’jack 2012」を開催。
- 2013年1月11日 - 当日の放送分でKTVでの通算放送回数が300回に到達したことを記念して、MCの中島・高橋、リポーターの大西ライオン、番組最多出演ゲストの槇原による「修学旅行」（沖縄県内でのロケ）の模様を、当日から3週にわたって放送。
- 2013年5月5日 - 神戸国際会館こくさいホールで、「Livejack こどもの日スペシャル」を開催。
- 2013年11月23・24日 - 「Livejack Special Ⅲ Stories -Songs make you smile-」を大阪市中央体育館で開催。
- 2014年4月4日 - 当日の放送分からリニューアルを実施。高橋のデザインによる新しいロゴを、タイトルに用いるようになった。
- 2014年4月11日 - KTVでのレギュラー放送時間を、金曜日深夜1:45 - 2:15に変更。
- 2014年4月18日 - ももいろクローバーZをゲストに迎えた当日のスタジオ収録（同年5月9日放送分）で、イントロクイズ企画の最中に、メンバーの佐々木彩夏が回答ボタンを押そうとして転倒。収録後に、左足首の関節外果（くるぶし）の骨折で、全治2ヶ月と診断された。KTVは即日その事実を発表するとともに、謝罪と番組制作の管理指導を徹底する旨のコメントを出した[3]。
- 2014年6月6日・6月13日 - 特別企画として、「aikoの部屋」を放送（前述）。レギュラーMC以外では初めて、aikoが当番組のMCを務めた。
- 2015年4月3日 - KTVでのレギュラー放送時間を金曜日深夜1:10 - 1:40に繰り上げ。当日放送分より、エンディングの制作クレジット表記を、「制作著作：8 カンテレ」に変更した。
- 2015年10月9日 - KTVでのレギュラー放送時間を、金曜日深夜1:40 - 2:10に変更。
- 2017年3月10日 - ショートアニメ「ぶっぷな毎日」を、当番組内の1コーナーとして放送開始。
- 2017年6月3日 - この年の1月にKTVでの放送開始10周年を迎えたことを記念したイベント「Mujack 10th Anniversary Livejack Special」を、オリックス劇場で開催。
- 2018年11月24日・25日 - この年にKTVが開局60周年を迎えたことから、記念企画の1つとして、「Livejack Special2018」を大阪城ホールで開催。
- 2018年12月22日 - 最終回を放送。12年間の歴史に幕を下ろした。前週（12月15日）には、12年間の秘蔵映像をベスト10形式で紹介する回顧企画を放送した。

## 放送時間
各局とも、前枠番組の関係で放送時間を繰り下げたり、編成上の事情で放送を休止したりする週がある。

2015年10月以降
- 関西テレビ（制作局、以下KTV）毎週金曜 25:40 - 26:10（2015年10月 - ）
  - 過去の放送時間は、上記来歴を参照のこと。「ぶっぷな毎日」については、2017年3月25日から、TOKYO MXの『ニャンだ?フル チャンネル』内でも放送されている。

過去
- BSフジ 毎週土曜 13:30 - 14:00（2007年4月14日 - 2010年3月27日、KTVから8日遅れで放送）
  - ただし、レギュラー放送終了後の2010年5月16日には、KTVで先行放送済みの特別番組『Livejack Special II〜名曲ライブ×ドラマ 夢のコラボ〜』を約2か月遅れで放送した（後述）。
- 東海テレビ
  - 2010年9月までは、KTVから約3か月遅れで、毎週土曜日深夜（日曜日未明）に放送。同年10月以降は、日曜日深夜（月曜日未明）の不定期放送へ移行した。
- テレビ静岡
  - 2013年4月17日から、毎週水曜日の26:30 - 27:00に、KTVから5日遅れで放送。後に、不定期での放送へ移行した。

## オープニング曲
エアロスミス『LET MUSIC DO THE TALKING』

## コーナー
以下に記す放送日は、いずれもKTV（関西ローカル）での放送日。

### 番組終了時のコーナー

#### アーティストJACK
「架空の移動式音楽ステーション『ミュージャック』に、毎回アーティストをゲストに迎えて、音楽的嗜好や趣味を徹底解剖する」という趣旨で、トークを繰り広げていくコーナー。スタジオで収録する場合には、背景をCGなどの映像で構成している。また、年に数回は、当コーナーでの過去のダイジェスト映像を中心に「総集編」を放送する。
レギュラー放送で当コーナーを編成する場合には、毎回ゲストにちなんだテーマを設定。2007年10月からは、ゲストに関する楽曲のPVやライブ映像を紹介しながら、トークを展開するようになった。
2008年4月からは楽曲だけにとどまらず、アーティストの趣味や興味のある（ハートをジャックする）人や物などを3つ（2009年4月10日からは5つ）紹介している。放送上は、話題の切れ目ごとに、ゲストに関する楽曲の映像を挿入。新しい話題へ入るたびに、女性MCが「最初の（2題目以降は『続いての』）ハートをジャック!」とコールしている。
ゲストアーティストによっては、放送上2週にわたって、当コーナーへ登場することがある。また、ゲストアーティストのハートをジャックする人や物に関する番組スタッフの取材VTRを流したり、当番組のMC陣がゲストアーティストと縁の深いスポットに出向くロケを実施したりすることもある。
2010年2月19日の放送では、当時MCを務めていた杉本のソロCDデビューを記念して、杉本がアシスタントではなくDEPAPEPE（デビュー曲「ハルコイ」の作曲を担当）とともにゲストアーティスト・杉本有美×DEPAPEPE（YUMIPEPE）として当コーナーに登場した。ただし、自身やDEPAPEPEに関するエピソードを紹介する際には、通常放送と同様に「ハートをジャック!」とコールしている。
ちなみに、秋元がMCを担当していた2009年3月の放送までは、ゲストが自らの楽曲から"ベスト3"に当たる曲を「自画自SONG（じがじソング）」に選定。話題の切れ目に合わせて、3曲のビデオクリップから一部の映像を随時流していた。2010年4月1日から6月23日までの放送では、「Ranking JACK」（後述）や次回放送分の紹介をはさむ形で、当コーナーをエンディングまで延長。“こぼれ話”に相当する収録時の映像を短く挿入することによって、番組を締めくくっていた。
高橋がMCに加わった2010年7月の放送からは、当コーナーを「Ranking JACK」（2011年7月からは「YOUNG JACK」、後述）の前で終えるように再編成。その一方で、収録前に高橋がゲストアーティストの楽屋を訪れた際の映像を、当コーナーの本編に入る前に「突撃!楽屋訪問」のタイトルで流している。また、そのアーティストが当番組のタイトルを言ってから、番組のオープニング映像を放送。白衣にメガネ姿の高橋が、ゲストのプロフィールを30秒で紹介する「30秒でわかる〜（〜は当コーナーのゲストアーティスト名）」が、本編の前に新設された。
2012年以降は、「突撃!楽屋訪問」や「30秒でわかる～」を放送せず、幸野のタイトルコール・ナレーションから直接本編に入るスタイルが復活。2013年4月からは、当番組のスタジオ以外の場所で収録した高橋とアーティスト（または高橋と同年代の著名な女性）2名による鼎談「TALK×TALK×TALK」を、特別企画として不定期で放送している。

##### 出張HEART JACK
「アーティストJACK」から派生する形で、2010年6月3日から始まったVTRコーナー。放送上は「アーティストJACK」の合間か前に挿入されるが、当番組用のスタジオで収録しない関係でMC陣は登場しない。
当コーナーでは、スタジオに登場しないアーティストの出先（楽屋など）を番組スタッフが訪問。「アーティストJACK」と同様の趣向で、そのアーティストの楽曲のPVと、ハートをジャックする人や物などを紹介する。また、2012年からは、不定期で大西がリポーターを務めている。

#### FLASH JACK
「アーティストJACK」のゲストとは別のアーティストが、VTRを通じて最新情報を送るコーナー。放送上は、「アーティストJACK」の合間に挿入されることが多い。

#### TALK×TALK×TALK
MCの高橋と2名のゲストがカフェ風のスタジオでフリートークを展開する企画で、『特別編』として不定期で放送。放送する場合には、基本として中島や大西は出演しない。

#### 音-1グランプリ
2016年1月8日・15日の『新年会スペシャル』で放送された「お年玉争奪・音-1グランプリ」 から派生したコーナーで、同年4月8日放送分からレギュラー化。レギュラー化以降は、「音楽にちなんだネタ（音ネタ）が得意」と自称する3組のお笑い芸人（放送上は「音ネタ芸人」）がゲストアーティストの前でネタを披露した後に、ゲストが「最も面白い」と感じた芸人1組を「グランプリ」に選んでいる。
「アーティストJACK」と同じく、収録スタジオの背景にCGを使用。ただし、「アーティストJACK」と違って、CGに中華街風の趣向を施している。また、公式サイトでは、レギュラー化以降の出演芸人と選考結果 を全て公表している。ちなみに、2017年6月の「Mujack 10th Anniversary Livejack SPECIAL」では、井上マー、キートン、さや香、中山女子短期大学、脳みそ夫、ホットセクシーズが「音ネタ芸人」代表として音ネタを披露した。

### 過去のコーナー

#### 突撃JACKERS
番組開始から2007年9月まで放送されたコーナー。J-POPシーンを守るために、勝手に結成された集団・JACKERSがアーティストの素顔を探るべく、レポーター(ダイノジ・和希沙也)が突撃し、ミッションを遂行する。同年2月20日・27日の放送では、JETの武道館ライブに、ダイノジがエアギターで共演した模様がオンエアされた。

#### D-JACK
突撃JACKERS（前述）がリニューアルする形で、2007年10月から放送されていたコーナー。ダイノジがさまざまな企画を立てたうえで、その企画を通じて、アーティストの素顔を浮き彫りにしていた。
放送後期には、ダイノジが登場しない代わりに、FLASH JACKの延長版としてアーティストが自分のキャリアを自身で振り返ることもあった。

#### MUJACK PRESS
AKB48のメンバーがさまざまな音楽情報の現場に突撃リポートするコーナー。

#### 鹿の穴
番組初期に放送されたVTRコーナー。「MUSICA」編集長の鹿野淳（元「ロッキング・オン・ジャパン」編集長）が、新人アーティストの演奏VTRを見たうえで、金・銀・銅色の角（つの）で採点していた。NECとのタイアップによるコーナーで、同社製の携帯電話（主にdocomo向け）のインフォマーシャルが挿入されていた。

#### Ranking JACK
杉本がMC陣に加入した2009年4月10日から、2011年6月24日まで放送されたコーナー。視聴者からのリクエストに、CDの売り上げチャートを加えた番組独自のシングルチャートトップ10を発表していた。
放送上は、該当する楽曲のPVに収録された映像の一部をつなげながら、幸野のナレーションでランキングを紹介。10位〜4位と、3位〜1位の間にCMを挿入していた。また、開始当初から2010年2月までは、杉本が単独でナビゲーターとして出演。オープニングとベスト3の発表直前に、週替わりで投げキッスや大阪弁での告白などを披露するという演出が講じられていた。

#### 杉本有美CDデビュープロジェクト
杉本がレギュラーMCを務めていた2009年11月27日から2010年3月12日まで放送。もともと歌手志望で、ポニーキャニオンからソロデビューCD「ハルコイ」のリリースが決まった杉本にスポットを当てながら、2010年2月17日にデビューが実現するまでの軌跡に密着。 放送上は、「アーティストJACK」の途中に、「杉本有美 CDデビュー日記」というタイトルで、毎回3〜5分程度の取材VTRを挿入していた。
デビュー曲「ハルコイ」「キラキラ」は、いずれも杉本が作詞。DEPAPEPE初の女性アーティスト向け書き下ろし曲でもある「ハルコイ」は、CDリリースや当番組での放送に先んじて、杉本がイメージキャラクターを務めるアヴァンス法務事務所のテレビCM曲（2010年1月1日〜4月上旬）や『トミーズのはらぺこキッチン 極』（KTV）のエンディングテーマ曲（同年1〜3月期）に採用された。
2010年には、当番組の公式携帯サイトとレコチョクにおいて、1月30日から「ハルコイ」「キラキラ」の音源の一部を着うたとして有料で配信。当番組でも、2月5日から26日までのエンディングで、「ハルコイ」のPVの一部を流した。同月19日の放送では、杉本がスタジオで「ハルコイ」を初披露。20日には東京・ヴィーナスフォート、21日には大阪・千里セルシーで、初回盤購入者を対象に握手会を兼ねたCDデビュー記念イベントを開催した。

#### 今日の“ぶつぶつ”
2010年1月15日から3月12日まで、番組の後半に放送。ファッション雑誌『ニコラ』の専属モデル4人組（日南響子、立石晴香、中山絵梨奈、田中若葉）で、同年3月3日にCDデビューを果たした音楽ユニットニコ☆モコが登場。デビュー曲の「だいぶつぶつぶつ」にちなむ形で、あるテーマについて、全員が一言ずつつぶやいていた。
コーナーの途中には、ニコ☆モコのメンバーが週替わりで1人ずつ、『DAISUKI!』（日本テレビ系列）のアイキャッチと同様の演出で「だいぶつ」とささやくアップの映像を挿入。ニコ☆モコがCDデビューを果たすまでは、その軌跡を毎回映像で紹介していた。

#### YOUNG JACK
「Road to Mujack Live」の前身に当たるアーティスト発掘企画で、2011年6月から当番組の公式サイトで出演者を募集。同年7月1日からは、番組スタッフが毎回1名（1組）の「アーティスト」を取材した模様を、エンディング付近にVTRで放送していた。放送上は、VTRに対して、当番組のスタジオからMCの中島・高橋がコメント。同年9月以降は、大阪・南堀江knaveで、当コーナーと同名のライブイベントを随時開催していた（後述）。
コーナーの題字には、関西地方（大阪府）出身で、当番組と縁の深い槇原敬之直筆の書を使用。コーナータイトルに「YOUNG」が入っているものの、応募の際にはジャンル・年齢や自薦・他薦を問わなかった。また、親権者の同意を得ることを条件に、未成年者からの応募も受け付けていた。

##### 突撃ポポラッチ! アーティスト緊急記者会見
2014年4月4日から、「アーティストJACK」の前座コーナーとして、オープニングの直後で放送。5人の子役タレント（放送上の名義は「あきら」「こうき」「めい」「ももえ」「あやか」）が「わんぱく突撃記者（ポポラッチ）」、中島が「記者会見の司会」、高橋がゲストの「マネジャー」に扮していた。
放送上は、CGで作り上げた記者会見風ボードをバックに、高橋が「アーティストJACK」のゲスト（主に女性のアイドルやアーティスト）を紹介。その直後から、ボードの前で待ち受けていた「ポポラッチ」が、ゲストに容赦なく質問をぶつけていた。最初に「ポポラッチ」の洗礼を受けたのは、乃木坂46。

#### レコチョクランキング
レコチョクが当番組後半のスポンサーに付いた2013年4月27日から、エンディング付近で毎月最終週のみ放送。同社が集計した放送日直近の月間着うたダウンロードランキングで5位以上に入った楽曲を、ビデオクリップと共に幸野のナレーションで紹介した。また、2位の楽曲を発表した後には、「きょうのイチ押しアーティスト」として6位以下の楽曲から1曲のビデオクリップを流していた。

#### Raod to Mujack Live
当番組が主催するライブイベントへのオープニングアクトを任せられるアーティストを発掘・選考する目的で、2014年4月4日から放送。国籍・年齢・性別・知名度・ジャンル・演奏スタイルを問わず、主に日本国内で活動するアーティストの参加を募っていた。
応募するアーティストには、公式サイトからPDFファイル形式で入手できる「オーディションシート」、自身のPV（またはライブ）の映像を収めたメディア（DVD、ミニDV、HDCAMのいずれか1種類）、顔が判別できる写真、オリジナル曲の音源を収めたCD1枚を当コーナー宛てに郵送することを求めた。ただし、未成年のアーティストが応募する場合には、保護者の同意と署名が必要。また、応募条件には、応募したアーティストに対して当番組から出演料を支払わないことを明示していた。
放送上は、番組スタッフによる選考であらかじめ絞り込んだアーティストを、大西ライオンによる「天の声」で毎週4組紹介。中島・高橋は、番組宛てに届けられた映像のダイジェストを見たうえで、「一緒に同じステージに立ちたい」と感じた1組を残す。さらに、毎月最終週の放送では、毎週の選考で残ったアーティストから「月間チャンピオン」を1組選出。「月間チャンピオン」による最終選考を経て、1組をオープニングアクトに出演させていた。

#### ホメ殺し RAP BATTLE
2016年4月9日から12月17日まで放送されたトーナメント形式のMCバトルで、通常のバトルと違って、相手を誉めるフレーズを連呼させることが特徴。オーガナイザーをKダブシャイン、DJをDJ OASISが務めた。当番組の公式サイトには、6月以降のトーナメントの出場者と結果 が、コーナー終了後も掲載されている。
2016年4月から11月までは、「音-1グランプリ」と交互に放送。4人のラッパーをA・B2つのブロックに分けたうえで、1対1形式のトーナメントを通じて「月間チャンピオン」を決めていた。12月17日放送分では、7人の「月間チャンピオン」と、番組サイドが送り込んだ「マスクマン」（元レギュラーリポーターのダイノジ・大地）を加えた8人の間で「CHAMPION BATTLE」を開催。優勝者には、翌2017年6月に開催の「Mujack 10th Anniversary Livejack SPECIAL」への出演権が与えられた。実際の決勝戦では、Kダブシャインが「対戦した2人とも優勝」という裁定を出したことから、2人とも「Livejack SPECIAL」でホメ殺し形式のMCバトルを再演するに至った。

## Livejack
2007年10月6日に、中島のプロデュースによる番組主催・FM802後援のライブイベント「Livejack」が、なんばHatchで開催された。以降も、大阪で年に数回実施。その模様は、公演後に当番組のレギュラー放送でダイジェストとして紹介されるか、KTVで関西ローカルの特別番組として放送される。このためMCは、公演の進行を務める合間に、バックステージで出演アーティストへのインタビュー収録などに臨んでいる。
2008年11月18日には、KTV開局50周年記念企画の一環として、ライブとドラマのコラボレーションによるスペシャルイベントとして「Livejack Special Stories -Drama×Songs-」を大阪城ホールを開催。2010年2月6・7日には、「Livejack」初の2日間公演として、同ホールで「Livejack Special II Stories」を実施した。
ちなみに、当公演開催直前のレギュラー放送では、公演に出演予定のアーティストを「アーティストJACK」に迎えることが多い。また、KTVの放送分では、番組内で公演チケットの先行予約を随時実施。公演によっては、オフィシャルグッズとして、会場でオリジナルTシャツを発売する。さらに会場では、ライブの合間に、モニターを通じてレギュラー放送のダイジェスト・今後の予告映像を流している。
2010年6月5日には、「Livejack」の新機軸イベントとして「Jumpin’jack 2010」を開催（後述）。2011年3月6日には、なんばHatchで「Livejack Vol.5」を実施した。同年9月1日には前述の「YOUNG JACK 2011」、翌2日には「Jumpin’jack 2011」を開催。「Jumpin’jack 2011」については、『関西発!メジャー音楽学園』（KTVが2011年7～9月に関西ローカルで放送した音楽番組）で、アマチュアバンドを対象にオープニングアクトの出演バンドを選んでいた。
2012年には、9月7日になんばHatchで「Jumpin' jack 2012」を開催。7・8月には、主に関西で活動するアーティストを公募したうえで、オープニングアクトへの出演者を選ぶ企画「Road to Jumpin' jack 2012」を大阪で実施した。「Jumpin' Jack」については、2013年にいったん休止したものの、会場をBIG CATに移したうえで2014年から年に1回開催。中島と大西がMCを務めている。2015年9月29日開催の「Jumpin' Jack2015」では、「Road to Jumpin' Jack 2015」でグランドチャンピオンに選ばれたユビキタスが、オープニングアクトで登場した。
KTVが開局55周年を迎えた2013年には、開局記念企画の一環として、11月23日・24日に大阪市中央体育館で「Livejack Special Ⅲ Stories」を開催。同局での放送開始10周年に当たる2017年6月3日にオリックス劇場で催した「Mujack 10th Anniversary Livejack SPECIAL」では、同年1月から活動を再開したCHEMISTRYが、関西地方では再開後初めてのイベント出演を果たした。
2018年には、関西テレビ開局60周年企画の一環として、11月24日（土曜日）・25日（日曜日）に「Livejack Special2018」を大阪城ホールで開催。当番組としては最後のイベントになった。
関西テレビ開局65年目突入を記念して2022年11月23日に、Livejackシリーズとしては4年ぶりとなる「Livejack SPECIAL 2022」を大阪城ホールで開催。中島と高橋が番組終了以来の共演となるイベントのMCを務めた。12月18日（17日深夜）には、このイベントの模様を1時間に凝縮した特別番組『カンテレ開局65年突入! LivejackSP 2022』（1:30 - 2:30、関西ローカル）が放送された。
| 開催履歴                                           | 開催履歴       | 開催履歴         | 開催履歴 | 開催履歴 |
| ライブタイトル                                     | 開催日         | 会場             | 出演アーティスト |          |
| -------------------------------------------------- | -------------- | ---------------- | --- | -------- |
| Livejack vol.1                                     | 2007年10月6日  | なんばHatch      | 矢井田瞳 ET-KING DEPAPEPE 秦基博 the brilliant green                                                                                                   |          |
| Livejack vol.2                                     | 2008年2月3日   | なんばHatch      | 植村花菜 Sowelu 風味堂 槇原敬之 |          |
| Livejack Special Stories -Drama×Songs-             | 2008年11月16日 | 大阪城ホール     | 清水翔太 青山テルマ ET-KING 山本浩之（出演当時はKTVアナウンサー、サプライズゲスト） 矢井田瞳 押尾コータロー aiko 槇原敬之                              |          |
| Livejack vol.3                                     | 2009年2月7日   | なんばHatch      | pe'zmoku（オープニングアクト） キマグレン Aqua Timez TRICERATOPS HOME MADE 家族                                                                        |          |
| Livejack vol.4                                     | 2009年9月13日  | なんばHatch      | かりゆし58 SCANDAL たむらぱん DEEP Metis Yacht. |          |
| Livejack Special II Stories -Drama×Songs-          | 2010年2月6日   | 大阪城ホール     | CHEMISTRY 倖田來未 JUJU 西野カナ HOME MADE家族 九州男（サプライズゲスト） My Little Lover                                                              |          |
| Livejack Special II Stories -Drama×Songs-          | 2010年2月7日   | 大阪城ホール     | Aqua Timez WEAVER AKB48 flumpool mihimaruGT 光永亮太（サプライズゲスト） ROCK'A'TRENCH トータス松本（シークレットゲスト） 佐藤隆太（サプライズゲスト） |          |
| Jumpin’jack 2010                                   | 2010年6月5日   | なんばHatch      | UNCHAIN Galileo Galilei ナオト・インティライミ miwa lego big morl                                                                                      |          |
| Livejack vol.5                                     | 2011年3月6日   | なんばHatch      | C&K（オープニングアクト） SEAMO JUJU 三代目J Soul Brothers                                                                                             |          |
| YOUNG JACK 2011                                    | 2011年9月1日   | 南堀江knave      | ロマンチップス 井上苑子 日比直博 君彩り（きみどり）LOVER                                                                                               |          |
| Jumpin’jack 2011                                   | 2011年9月2日   | なんばHatch      | 気分屋（アマチュアバンド） Naked blue star ［Champagne］ 7!!（セブンウップス） back number Rake ナオト・インティライミ（スペシャルゲスト）             |          |
| YOUNG JACK vol.2                                   | 2012年1月26日  | 南堀江knave      | 井上ヤスオバーガーバンド ユナイテッドモンモンサン AWAYOKUBA Menoz                                                                                      |          |
| Livejack vol.6                                     | 2012年2月22日  | なんばHatch      | Applicat Spectra（オープニングアクト） THE BAWDIES ［Champagne］ ねごと                                                                                |          |
| YOUNG JACK vol.3                                   | 2012年3月15日  | 南堀江knave      | 上田和寛 カルマセーキ Cante メロディーキッチン |          |
| Jumpin’jack 2012                                   | 2012年9月7日   | なんばHatch      | 後藤大(オープニングアクト) Applicat spectra 家入レオ The SALOVERS tricot back number（スペシャルゲスト）                                               |          |
| Livejack Special Ⅲ Stories -Songs make you smile-  | 2013年11月23日 | 大阪市中央体育館 | HY back number 槇原敬之 ゴールデンボンバー スガシカオ                                                                                                  |          |
| Livejack Special Ⅲ Stories -Songs make you smile-  | 2013年11月24日 | 大阪市中央体育館 | 倖田來未 JUJU 三浦大知 三代目 J Soul Brothers 秦基博                                                                                                   |          |
| Jumpin' jack 2014                                  | 2014年9月29日  | BIG CAT          | BURNOUT SYNDROMES（オープニングアクト） KEYTALK キュウソネコカミ グッドモーニングアメリカ モーモールルギャバン                                         |          |
| Livejack vol.7                                     | 2014年10月7日  | なんばHatch      | 四人トリオ（オープニングアクト） Da-iCE K ケラケラ KEITA（w-inds.） 川畑要（CHEMISTRY）                                                                |          |
| Jumpin' jack 2015                                  | 2015年9月29日  | BIG CAT          | ユビキタス（オープニングアクト） Shiggy Jr. パスピエ phatmans after school 04 Limited Sazabys                                                          |          |
| Livejack vol.8                                     | 2015年11月19日 | なんばHatch      | MAAKⅢ（オープニングアクト） HOME MADE 家族 Anly C&K Hilcrhyme                                                                                          |          |
| Jumpin' jack 2016                                  | 2016年9月29日  | BIG CAT          | Rick Rack （オープニングアクト） 感覚ピエロ Sumika BURNOUT SYNDROMES Mrs. GREEN APPLE                                                                  |          |
| Mujack 10th Anniversary Livejack SPECIAL           | 2017年6月3日   | オリックス劇場   | CHEMISTRY スキマスイッチ Mrs. GREEN APPLE |          |
| Livejack SPECIAL 2018                              | 2018年11月24日 | 大阪城ホール     | THE ORAL CIGARETTES 氣志團 けやき坂46 SUPER BEAVER 超特急 THE RAMPAGE from EXILE TRIBE                                                                 |          |
| Livejack SPECIAL 2018                              | 2018年11月25日 | 大阪城ホール     | aiko [ALEXANDROS] クリープハイプ My Hair is Bad Mrs. GREEN APPLE                                                                                       |          |
| 関西テレビ開局65年突入! Livejack SPECIAL 2022      | 2022年11月23日 | 大阪城ホール     | Saucy Dog SUPER BEAVER MY FIRST STORY ももいろクローバーZ 緑黄色社会                                                                                   |          |
| カンテレ開局65周年記念 Livejack 2023 SMASH BEAT SP | 2023年11月3日  | 大阪城ホール     | 原因は自分にある。 超特急 DXTEEN BUDDiiS WATWING |          |
| カンテレ開局65周年記念 Livejack 2023 SMASH BEAT SP | 2023年11月4日  | 大阪城ホール     | 7m!n BALLISTIK BOYZ MA55IVE THE RAMPAGE LIL LEAGUE ONE N' ONLY                                                                                         |          |
| Livejack 2024 SMASH BEAT SP                        | 2024年11月23日 | 大阪城ホール     | ICEx 原因は自分にある。 超特急 MAZZEL |          |
| Livejack 2024 SMASH BEAT SP                        | 2024年11月24日 | 大阪城ホール     | &TEAM FANTASTICS Ryubi Miyase WATWING ONE N' ONLY |          |

### Livejack Special Stories -Drama×Songs-
「Livejack Special Stories -Drama×Songs-」の公演前には、一部の出演アーティストの楽曲をテーマに、当番組の公式サイトで視聴者からエピソードを募集。1つの楽曲について1つのエピソードを選んでから、そのエピソードを基に、短編のドラマ（エピソードドラマ）を制作している。実際の公演では、「ライブとドラマのコラボレーション」として、ドラマの映像を会場で上映。上映終了の直後に、ドラマのテーマになった楽曲を、出演アーティストがステージで披露する趣向になっている。
エピソードドラマでは、当番組へ出演した経験のない俳優が主人公を演じることが多い。ただし、ドラマによっては、当番組の出演者やアーティスト自身が脇役で登場している。
また、上記の企画に関わらないアーティストが、「アーティスト同士のコラボレーション」として出演パートにサブライズゲストを呼ぶこともある。

#### Livejack Special Stories
ET-KINGの出演パートに、KTVの看板アナウンサー・山本浩之がサプライズゲストとして登場。「ET-KINGの新メンバー」との触れ込みで、ET-KINGの楽曲『愛しい人へ』を一緒に熱唱した。また、以下のエピソードドラマを会場で上映した。
- 清水翔太『HOME』（主な出演：向井理、小阪由佳）
- 青山テルマ『そばにいるね』（主な出演：南明奈、城戸裕次）
- ET-KING『ギフト』（主な出演：伊藤裕子）
- aiko『キラキラ』（主な出演：谷村美月、江澤璃菜）
- 槇原敬之『世界に一つだけの花』（主な出演：山崎樹範、槇原敬之）

2008年12月28日深夜には、KTV（関西ローカル）で当公演の特別番組を放送。以上のドラマも全編流した。

#### Livejack Special II
KTVでは、以下に記す公演のダイジェストとエピソードドラマの全編を、2010年3月21日（日曜日）の25:30 - 27:30（深夜1:30 - 3:30）に、2時間のスペシャル番組『Livejack Special II〜名曲ライブ×ドラマ 夢のコラボ〜』として関西ローカルで放送。総合MCの中島がナレーションを務めた。同イベントの開催後にレギュラー放送を終了したBSフジでも、同年5月16日の13:00 - 14:55に放送した。
またKTVでは、同年4月22日・4月29日のレギュラー放送で、前後編に分けて『Livejack Special II 完全版』を編成。ライブのダイジェストに加えて、上記の番組で割愛されたゲストアーティストへのバックステージインタビューを放送した。

##### 初日（2010年2月6日）
HOME MADE 家族の出演パートに、九州男が"1曲だけのサブライズゲスト"として登場。「アーティスト同士のコラボレーション」として、『Tomorrow featuring 九州男』を披露した。また、以下のエピソードドラマを上映している。
- 倖田來未『Moon Crying』（主な出演：水沢エレナ、城戸裕次）
- JUJU『やさしさで溢れるように』（主な出演：忍成修吾、杉本有美）[注 19]
- My Little Lover『Hello, Again 〜昔からある場所〜』（主な出演：紺野まひる、akko）[注 20]
- CHEMISTRY『最期の川』（主な出演：石黒英雄、森康子）

##### 2日目（2010年2月7日）
mihimaru GTの出演パートで、光永亮太が"1曲だけのサブライズゲスト"として登場。「アーティスト同士のコラボレーション」として、『サヨナラは言わなかった feat.光永亮太』が実現した。
また、「関西出身の大物アーティストの出演も決定」との触れ込みで当日まで名前を伏せられていたトータス松本が、シークレットゲストとして新曲『ストレイト』を披露。同曲を主題歌に採用していた『まっすぐな男』（KTV制作・フジテレビ系列で当時放送されていた連続ドラマ）の主演・佐藤隆太も、トータスの出演パートにサプライズゲストとして登場した。さらに、以下のエピソードドラマを会場で流している。
- Aqua Timez『千の夜をこえて』（主な出演：村川絵梨）
- flumpool『星に願いを』（主な出演：臼田あさ美）
- ROCK'A'TRENCH『My SunShine』（主な出演：小嶋陽菜）[注 22]

### Jumpin' jack 2010
次代の音楽シーンを担いそうな番組注目の若手アーティスト5組が、なんばHatchに集結した。また、従来の「Livejack」とは異なり、場内のスタンディングスペースにDJブースを特設。かねてから「お客さんと同じ目線でアーティストのパフォーマンスを見ながらライブを進行したい」と希望していた中島が、同ブースからDJとして公演を進行した。 なお、同年6月17日・6月24日・7月1日のレギュラー放送では、公演の模様が3週にわたってダイジェスト映像で紹介された。

#### Livejack Special Ⅲ
「Stories-Songs make you smile-」をテーマに、関西テレビ開局55周年記念イベントとして開催。「Livejack Special」としては3年半振りの開催になったが、一般人や著名なタレント・アーティスト・アスリートが「笑顔のミナモト（源）」として挙げた楽曲を出演アーティストがライブで披露したり、出演アーティストが「音楽で誰かを笑顔にしたい」という思いをコラボレーション企画で表現したりする構成に変わった。
関西テレビでは、2013年12月7日の25:35 - 27:35（8日の1:35 - 3:35）に、ライブのダイジェストを『関西テレビ開局55周年記念番組 Livejack Special Ⅲ 』というタイトルで放送。「音楽は時に、一人を笑顔にする力を持つ」というテーマで、ライブとは別に収録された一般人・タレント・アーティスト・アスリートへのインタビュー（または出演アーティストとの対談）映像を、「episode（エピソード）」として組み込んだ。
放送された「episode」の概要は以下の通り。VTRの一部では、イベントでもMCを務めた中島に加えて、三村ロンドがナレーションを担当した。また、ダイジェスト映像の間に挿入されたイベントスポンサー関連のインフォマーシャルでは、やしろ優が「十八番」である倖田や芦田愛菜などの形態模写芸を披露しながらナビゲーターを務めた。
- ［episode1］「世界で戦うアスリート ‐ 石川佳純の笑顔のミナモト」（倖田來未『愛のうた』 ）
  - 石川へのインタビュー映像を挿入。
- ［episode2］「“半径1mの想い”が描く世界 ‐ 女優、芸人、そしてアイドルの笑顔のミナモト」（back number『わたがし』）
  - 「女優」（『わたがし』のミュージックビデオに出演した山本美月）「芸人」（Wエンジンのチャン・カワイ）「アイドル」（AKB48の峯岸みなみ）へのインタビュー映像を挿入。
- ［episode3］「みんなが愛するエアバンド ‐ 全国民の笑顔のミナモト ゴールデンボンバー」（ゴールデンボンバー『抱きしめてシュヴァルツ』『女々しくて』）
  - 「国民全員（ゴールデンボンバー）を知っちゃってますよね」というメンバーの発言を検証すべく、当番組のスタッフが青森県の農村部に住む高齢者への知名度調査を実施した映像を挿入。
- ［episode4］「偉大なる背中を追いかけて ‐ 未来のトップパフォーマーの笑顔のミナモト」（三代目J SOUL BROTHERS『君の瞳に恋してる』）
  - 三代目J SOUL BROTHERSのライブパートに「EXILE PROFESSIONAL GYM」大阪校（パフォーマー・山下健二郎の母校）の在校生がバックダンサーとして参加した関係で、山下が同校でライブパートへの参加を在校生に呼び掛けた映像を挿入した。
- ［episode5］「そこにある小さな幸せ ‐ 演出家・宮本亜門の笑顔のミナモト」（槇原敬之『Chain of Rainbow』）
  - 宮本が演出を手掛ける「愛の唄を歌おう」（関西テレビ放送開局55周年記念ミュージカル）のPRを兼ねて、宮本と槇原による対談の映像を挿入。
- ［episode6］「沖縄から全国へ ‐ 地元愛が育む笑顔のミナモト」（HY『帰る場所』）
  - HYを応援する地元・沖縄県うるま市の住民へのインタビュー映像を挿入。
- ［episode7］「新たなる挑戦 ‐和製マイケル・ジャクソン 三浦大知の笑顔のミナモト」（三浦大知『GO FOR IT』）
  - 三浦のライブパートに高校吹奏楽界の名門・大阪府立淀川工科高等学校吹奏楽部がバックバンドとして参加した関係で、同部での練習風景や、三浦を交えてのリハーサルの映像を挿入。
- ［episode8］「AKB48を卒業し新たな道へ ‐ トップアイドルを支えた笑顔のミナモト」（スガシカオ『Progress』）
  - 「トップアイドル」（当番組2代目MCの秋元）へのインタビュー映像を挿入。
- ［episode9］「映像と音が生み出す独創的ステージ ‐ ある表現者二人の笑顔のミナモト」（秦基博『Girl』）
  - 秦のライブパートで島田大介（秦がミュージック・ビデオの撮影などで信頼を寄せている映像作家）制作のCG映像を使用した関係で、「表現者二人」（秦と島田）へのインタビュー映像を挿入。
- ［episode10］「かけがえのない妹のため ‐ JUJUの姉の笑顔のミナモト」（JUJU『奇跡を望むなら...』）
  - JUJUの実姉がインタビュー映像に登場。JUJUがメジャーデビューを果たすまでの足跡を紹介するVTRでは、従来の『Livejack Special』と同様に再現ドラマの映像が流れたが、JUJU本人や著名人は出演していない。

### Livejack こどもの日スペシャル
関西テレビが2013年に開局55周年を迎えることにちなんで、同年5月5日（こどもの日）に神戸国際会館こくさいホールで開催。同局の開局55周年記念企画の一環で、「Livejack」シリーズの第7弾イベントにも当たる。
ゲストは以下の通り。「Jumpin' jack」シリーズを含めた当番組のイベントでは初めて、（準レギュラーである大西以外の）お笑い芸人をゲストに迎えた。また、小学生以下の子どもが親と一緒に着席しながら鑑賞できるように、一般席とは別に「親子席ゾーン」を設けていた（いずれも全席指定）。
- アーティストゲスト：芦田愛菜、きゃりーぱみゅぱみゅ、つるの剛士
- スペシャルゲスト：嘉門達夫
- 芸人ゲスト：キンタロー。、小島よしお、テツandトモ、2700、ハリセンボン、ロバート、渡辺直美

当番組では、芸能プロダクションに所属していない（または所属予定のない）近畿地方在住の小学生ダンサーを対象に、きゃりーぱみゅぱみゅのライブパートへの出演者オーディションを2013年3月下旬から実施。オーディションの合格者には、ダンスレッスンを受けさせたうえで、「キッズダンサー」としてライブに参加させた。
関西テレビでは、2013年5月25日（土曜日）の16:30 - 17:25に、当ライブのダイジェスト番組を放送。当番組でも、同月31日のレギュラー放送でライブの特選映像を流した。

### Livejack SPECIAL 2018
関西テレビ（カンテレ）開局60周年企画の一環として、2018年11月24日（土曜日）・25日（日曜日）に大阪城ホールで開催。MCは中島と高橋で、当番組としては最後のイベントになった。
このイベントでは、カンテレ開局60周年のキャッチフレーズ「8ppy（ハッピー）!?」をテーマに、出演アーティストの楽曲にちなんだ音楽と映像のコラボレーション企画を実施。企画の一部では、視聴者から寄せられたエピソードを基にスペシャルドラマを制作したり、出演のアーティストと縁の深い著名人がビデオメッセージを寄せたりした。このような映像は、当該アーティストのライブに先駆けて、ステージのモニターで流されている。
カンテレでは、2018年12月17日（月曜日）の1:00 - 2:57に、当ライブのダイジェスト番組を放送。上記の映像もすべて組み込まれた。

#### 初日（2018年11月24日）
- SUPER BEAVER：『僕らは奇跡でできている』（2018年10 - 12月放送のカンテレ制作・フジテレビ系列全国ネットの連続ドラマ）の主題歌「予感」を提供した縁で、主演の高橋一生から寄せられたビデオメッセージをステージモニターで放映してから、「予感」を披露した。
- 超特急：ライブストリーミングアプリの17 Liveに「#イチナナ超特急」というハッシュタグ付きで投稿された動画を編集した映像をバックに、「My Buddy」を歌いながらダンスパフォーマンスを披露した。
- THE ORAL CIGARETTES：自身が主宰するイナズマロックフェスに参加させるなど、メンバーと親交が深い西川貴教から寄せられたビデオメッセージをステージモニターで流した。
- けやき坂46：「ハッピー」にまつわるエピソードを視聴者から募集したうえで、学園ドラマを制作。メンバーから佐々木美玲・渡邉美穂・金村美玖・河田陽菜・丹生明里が出演した。 ちなみに、けやき坂46が大阪城ホールのステージに立ったのは、このイベントが初めてであった。
- THE RAMPAGE from EXILE TRIBE：カメラでの撮影を趣味にしているメンバーの後藤拓磨が、リーダーの陣、ボーカルのRIKUと共に原宿界隈で「ハッピーな笑顔の写真」を集めるロケ企画を事前に実施。この企画で集まった写真に、メンバーが笑顔で映った写真を組み合わせた映像をステージモニターに映しながら、「DREAM YELL」を披露した。

なお、氣志團はコラボレーション企画に参加しない一方で、2010年のヒット曲「One Night Carnival」とを最初に披露。さらに、「One Night Carnival 2018」（「One Night Carnival」に星野源の「恋」風のアレンジを加えたスペシャルバージョン）と、「U.S.A.」（2018年に日本で大いに注目されたDA PUMPのカバーバージョン）に似た新曲を発表した。「One Night Carnival 2018」では、ダンサーを従えながら、「恋」にちなんで恋ダンスを踊る一幕もあった。

#### 2日目（2018年11月25日）
- aiko：「aikoの楽曲にまつわるハッピーなエピソード」を視聴者から募集したうえで、「ストロー」（2018年5月2日リリースの楽曲）にちなんだ再現ドラマを、山本美月・杉野遥亮のダブル主演で制作。関西テレビが開局した11月22日生まれのaikoにとっては、10年振りに出演した「Livejack」が、43歳になってから初めてのライブイベントになった。
- クリープハイプ：ファンを公言する小籔千豊から寄せられたビデオメッセージを、ステージモニターで流した。
- ［ALEXANDROS］：『JUDGE EYES:死神の遺言』（木村拓哉がCGで主演するゲームソフト）に主題歌「アルペジオ」を提供した縁で、木村から寄せられたビデオメッセージをステージモニターで放映。その直後には、『JUDGE EYES』のCG映像をバックに「アルペジオ」を演奏した。
- My Hair is Bad：楽曲を漫才の出囃子に使うほどメンバーと親交の深いミキ (お笑いコンビ)が、「My Hair is Bad」にちなんで、オリジナルの漫才を披露。その模様を収録した映像を、ステージモニターで流した。
- Mrs. GREEN APPLE：メンバーへのサプライズ企画として、チアリーディングチームのゴールデンベアーズ（30回以上の全国制覇を経験している箕面自由学園高等学校チアリーダー部）が、軽快な演奏に合わせて宙を舞うパフォーマンスをステージで披露した。ちなみに、ゴールデンベアーズのメンバーには、MCの中島・高橋からこの企画を初めて伝達。場内のモニターや、後日放送のダイジェスト番組では、伝達や練習の模様に密着した映像も流された。

## スタッフ
最終回時点（2018年12月22日放送分）
- 構成：竹屋かな子、松本智子、佐々木貴博
- CAM：千葉譲司
- AUD：宮川康一
- EED：五郎丸亮
- MA：遠藤寛也
- 音効：若林雄二
- ヘアメイク：高良まどか
- スタイリスト：森俊輔、岡村彩
- 技術協力：zeta、FREEDOM OF ZACK、メディア・リース
- スタッフ協力：SNOW DROP
- 宣伝：長谷川由紀・内海朋美（以上カンテレ）
- 編成：塚越弓平（カンテレ）
- AD：田端裕一
- AP：佐藤恵理子
- ディレクター：吉新崇、高木志歩
- 演出：牛嶋創一（花組、以前はディレクター）
- アソシエイトプロデューサー：白坂潤一（カンテレ、以前はプロデューサー）
- プロデューサー：河西秀幸（カンテレ、以前はプロデューサー►一時離脱）、角田忍（メディアプルポ）
- 制作協力：メディアプルポ
- 制作著作：カンテレ（関西テレビ）

### 過去のスタッフ
- 構成：須平敦宣、佐藤譲、平川兼弘
- SW：児玉祥二、加藤渉、小曽根晴彦
- CAM：高橋典正、大内創、加藤誠、加藤渉、瓜生宗資、熊倉拳司、堀清志、田口勝夫、渡辺浩、中西保、遠山眞史、佐藤直志
- VE：足助学、中原健裕
- VTR：伊東健一郎、坂田昌也
- MIX►音声：山岸憲弘、西森公二、桑原知之、綿引裕美
- LD►照明：吉貝牧子、伊藤正雄、大矢弘子、佐野広之
- EED►編集：家納剛、七五三吉洋、清水堅介、仲田麻利子、福川孝太朗、井川貴史、中村卓弥
- MA：嶋田茂、高山元、村上敏之、野宮聡、セバスチャン
- 音効：久留米勇介
- MA&音効：井上将、衛藤恒明、久坂恵紹
- セットデザイン：くすかわひろゆき（楠川浩之）
- デザイン：吉良進太郎
- CG：石田良平
- タイトルCG：タイプゼロ
- 撮影協力：MABU、タイプゼロ
- 技術協力：ヌーベルバーグ、エクサインターナショナル、glow、戯音工房
- 宣伝：近藤匡・佐藤英明・川上翔子・和田由美・前田香久・川上郁子・大澤郁予（以上カンテレ）
- 編成：天野光晴・刑部仁（以上カンテレ）
- スーパーバイザー：原一博（メディアプルポ）
- AD：宮田吉徳、山崎美紀、杉野健人、吉村直暢、三田宗一、松田真由香
- AP：福田真実子、立山正夫
- FD：中村健二
- ディレクター：植原脩（カンテレ、以前はAD）、市川豊、池田智・小宮弘之（以上メディアプルポ）、加藤俊介、大森亮平、野上貢、阪井敦哉
- 編成→プロデューサー：南口博孝（カンテレ）
- プロデューサー：中畠義之・南知宏・長野聡（以上カンテレ）

### T.T.E団
高橋みなみが番組MCに就いてからスタッフが番組内（特別編など）で名乗るようになった。名称の由来は、『たかみなの 為なら エンヤコラ!!』をローマ字表記した際の頭文字。オリジナルデザインのTシャツを着用しており、高橋によれば「ファンがあのTシャツ欲しがってしょうがない」 とのこと。